# Ragazzi
Pour plus de détails, voir Fiche technique et Distribution.
Ragazzi est un film français réalisé par Mama Keïta, sorti en 1991.

## Fiche technique
- Titre : Ragazzi
- Réalisateur : Mama Keïta
- Scénario : Mama Keïta, Stéphane Kelin et Ivan Taïeb
- Photographie : Tomasz Cichawa
- Musique : Khalil Chahine, La Strada, Mecano et Eros Ramazzotti
- Montage : Juliana Sanchez
- Sociétés de production : Performance Production
- Pays d'origine :  France
- Durée : 85 minutes
- Date de sortie : 6 mars 1991

## Distribution
- Ivan Taïeb : Romain
- Ken Amrani : Alexandre
- Sabrina Colle : Lisa
- Romane Bohringer : Romane
- Marie-France Gantzer : Anne
- Emmanuelle Bercot : Emmanuelle
- Pierre Poirot : Christian
- Richard Bohringer